# Copa de Francia
La Copa de Francia (en francés: Coupe de France de football) es la principal competición nacional de fútbol por eliminatorias, organizada por la Federación Francesa de Fútbol y que disputan todos los clubes amateur y profesionales del país, incluidos los clubes con sede en los departamentos y territorios de ultramar.
Impulsada por Henri Delaunay, la competición se fundó con el nombre de Copa Charles Simon en honor a un deportista francés que murió mientras servía en la Primera Guerra Mundial. Su primera edición se inició en 1917, momento en el que el campeonato de liga se había suspendido por los acontecimientos bélicos, y se ha disputado desde entonces sin interrupción.
La competencia suele ser beneficiosa para los clubes aficionados, ya que obliga a los clubes de mayor categoría, por lo general clubes profesionales, a jugar como equipo visitante cuando se enfrentan a la oposición de las ligas inferiores si compiten dos niveles por debajo de ellos. Sin embargo, a pesar de la supuesta ventaja, solo un club amateur ha llegado a la final desde que se introdujo la profesionalidad en el fútbol francés en 1932: fue el Calais RUFC en 2000. Los dos clubes que ganaron la competición y no jugaban en la Ligue 1 eran profesionales, Le Havre Athletic Club en 1959 y En Avant de Guingamp en 2009.
Administrada y dirigida por la Comisión de la Coupe de France bajo la presidencia de Willy Sagnol, es una de las competiciones futbolísticas del mundo con más participantes, sumando en la edición de 2018 más de 8000 equipos. La final se juega en el Stade de France y el ganador obtiene acceso directo a la fase de liga de la Liga Europa de la UEFA. 
El vigente campeón es el Paris Saint Germain, que obtuvo o su decimosexto título en la competencia tras derrotar en la final al Stade de Reims por 3:0, el 24 de mayo de 2025.

## Historia
La Copa de Francia se creó el 15 de enero de 1917 por el Comité français interfédéral (CFI) —precursor de la actual Federación Francesa de Fútbol—, por impulso de su secretario general Henri Delaunay. En su origen tomó el nombre de Copa Charles Simon por motivos políticos suscitados por la Primera Guerra Mundial.
El torneo está abierto a todos los clubes miembros de los cuatro estamentos administrativos del fútbol en Francia, tantos clubes profesionales como amateur.
En el primer campeonato participaron 48 equipos y su primer campeón fue el Olympique. El número de participantes fue incrementándose con el paso de las ediciones y así participaron más de 1.000 clubes en 1949 y más de 8.000 en 2018. De hecho, los requisitos para participar en el evento son mínimos: poseer licencia federativa, estar al corriente de pagos de inscripción para el evento y tener un campo de juego homologado. Es este último punto el que plantea más problemas a dos tercios de los clubes franceses, no registrados por tal motivo al suponer un alto coste para ellos poseer un campo propio. Los denominados como grandes clubes intentaron, ya en la década de 1920, limitar el acceso al evento a una élite más reducida, como en el caso del modelo inglés, pero la federación permaneció inflexible ante dicha petición.
Desde su fundación se ha disputado anualmente sin interrupción, y únicamente en 1992 se suspendió la competición al caerse una tribuna del estadio Armand Cesari en un partido de semifinales. La catástrofe, a la que se conoce como el drama de Furiani, dejó 18 muertes y más de 2.300 heridos.
La inflación en el número de participantes obligó a la organización a establecer un sistema de rondas preliminares antes de la fase final. Se agregó una primera ronda preliminar en la edición de 1919-20 y una segunda en la edición de 1920-21. Actualmente hay ocho rondas preliminares antes de la fase final de 64 equipos.

## Sistema de competición
Participan tanto equipos profesionales como aficionados. El único requisito para participar es pagar la inscripción. Los equipos se enfrentan entre ellos en eliminatorias a partido único. El ganador pasa a la siguiente ronda. El equipo campeón obtiene la clasificación a la fase de grupos de la UEFA Europa League en la siguiente temporada.

## Historial
| \| Nº \| Temporada \| Campeón \| Resultado \| Subcampeón \| Sede de la final \| \| --- \| --------- \| -------------------------------------------- \| -------------------------------------------- \| -------------------------------------------- \| -------------------------------------------- \| \| 1 \| 1917-18 \| Olympique de Paris \| 3 - 0 \| Football Club de Lyon \| Stade de la rue Olivier-de-Serres \| \| 2 \| 1918-19 \| CASG París \| 3 - 2 \| Olympique \| Parque de los Príncipes \| \| 3 \| 1919-20 \| Cercle Athlétique \| 2 - 1 \| Havre Athletic \| Stade Bergeyre \| \| 4 \| 1920-21 \| Red Star F. C. \| 2 - 1 \| Olympique \| Stade Pershing \| \| 5 \| 1921-22 \| Red Star F. C. \| 2 - 0 \| Stade Rennais F. C. \| Stade Pershing \| \| 6 \| 1922-23 \| Red Star F. C. \| 4 - 2 \| F. C. Sète \| Stade Pershing \| \| 7 \| 1923-24 \| Olympique de Marsella \| 3 - 2 \| F. C. Sète \| Stade Pershing \| \| 8 \| 1924-25 \| CASG París \| 1 - 1; 3 - 2 (Rep.) \| F. C. Rouen \| Stade de Colombes \| \| 9 \| 1925-26 \| Olympique de Marsella \| 4 - 1 \| A. S. Valentigney \| Stade de Colombes \| \| 10 \| 1926-27 \| Olympique de Marsella \| 3 - 0 \| U. S. Quevilly \| Stade de Colombes \| \| 11 \| 1927-28 \| Red Star F. C. \| 3 - 1 \| C. A. Paris \| Stade de Colombes \| \| 12 \| 1928-29 \| Montpellier Hérault S. C. \| 2 - 0 \| F. C. Sète \| Stade de Colombes \| \| 13 \| 1929-30 \| F. C. Sète \| 3 - 1 \| Racing París \| Stade de Colombes \| \| 14 \| 1930-31 \| Club Francais Paris \| 3 - 0 \| Montpellier Hérault S. C. \| Stade de Colombes \| \| 15 \| 1931-32 \| A. S. Cannes \| 1 - 0 \| R. C. Roubaix \| Stade de Colombes \| \| 16 \| 1932-33 \| Excelsior Roubaix \| 3 - 1 \| R. C. Roubaix \| Stade de Colombes \| \| 17 \| 1933-34 \| F. C. Sète \| 2 - 1 \| Olympique de Marsella \| Stade de Colombes \| \| 18 \| 1934-35 \| Olympique de Marsella \| 3 - 0 \| Stade Rennais F. C. \| Stade de Colombes \| \| 19 \| 1935-36 \| Racing París \| 1 - 0 \| Olympique FC Charleville \| Stade de Colombes \| \| 20 \| 1936-37 \| F. C. Sochaux-Montbéliard \| 2 - 1 \| R. C. Estrasburgo \| Stade de Colombes \| \| 21 \| 1937-38 \| Olympique de Marsella \| 2 - 1 \| F. C. Metz \| Parque de los Príncipes \| \| 22 \| 1938-39 \| Racing París \| 3 - 1 \| Olympique Lillois \| Stade de Colombes \| \| 23 \| 1939-40 \| Racing París \| 2 - 1 \| Olympique de Marsella \| Parque de los Príncipes \| \| 24 \| 1940-41 \| F. C. Girondins de Bordeaux \| 2 - 0 \| S. C. Fivois \| Stade de Saint-Ouen \| \| 25 \| 1941-42 \| Red Star F. C. \| 2 - 0 \| F. C. Sète \| Stade de Colombes \| \| 26 \| 1942-43 \| Olympique de Marsella \| 2 - 2; 4 - 0 (Rep.) \| F. C. Girondins de Bordeaux \| Stade de Colombes \| \| 27 \| 1943-44 \| A. S. Nancy \| 4 - 0 \| EF Reims-Champagne \| Parque de los Príncipes \| \| 28 \| 1944-45 \| Racing París \| 3 - 0 \| Lille O. S. C. \| Stade de Colombes \| \| 29 \| 1945-46 \| Lille O. S. C. \| 4 - 2 \| Red Star F. C. \| Stade de Colombes \| \| 30 \| 1946-47 \| Lille O. S. C. \| 2 - 0 \| R. C. Etrasburgo \| Stade de Colombes \| \| 31 \| 1947-48 \| Lille O. S. C. \| 3 - 2 \| Racing Lens \| Stade de Colombes \| \| 32 \| 1948-49 \| Racing París \| 5 - 2 \| Lille O. S. C. \| Stade de Colombes \| \| 33 \| 1949-50 \| Stade de Reims \| 2 - 0 \| Racing París \| Stade de Colombes \| \| 34 \| 1950-51 \| R. C. Estrasburgo \| 3 - 0 \| Valenciennes F. C. \| Stade de Colombes \| \| 35 \| 1951-52 \| O. G. C. Niza \| 5 - 3 \| F. C. Girondins de Bordeaux \| Stade de Colombes \| \| 36 \| 1952-53 \| Lille O. S. C. \| 2 - 1 \| F. C. Nancy \| Stade de Colombes \| \| 37 \| 1953-54 \| O. G. C. Niza \| 2 - 1 \| Olympique de Marsella \| Stade de Colombes \| \| 38 \| 1954-55 \| Lille O. S. C. \| 5 - 2 \| F. C. Girondins de Bordeaux \| Stade de Colombes \| \| 39 \| 1955-56 \| C. S. Sedan \| 3 - 1 \| E. S. Troyes \| Stade de Colombes \| \| 40 \| 1956-57 \| Toulouse F. C. \| 6 - 3 \| Angers S. C. O. \| Stade de Colombes \| \| 41 \| 1957-58 \| Stade de Reims \| 3 - 1 \| Nîmes Olympique \| Stade de Colombes \| \| 42 \| 1958-59 \| Havre Athletic \| 2 - 2; 3 - 0 (Rep.) \| F. C. Sochaux-Montbéliard \| Stade de Colombes \| \| 43 \| 1959-60 \| A. S. Mónaco F. C. \| 4 - 2 \| A. S. Saint-Étienne \| Stade de Colombes \| \| 44 \| 1960-61 \| C. S. Sedan \| 3 - 1 \| Nîmes Olympique \| Stade de Colombes \| \| 45 \| 1961-62 \| A. S. Saint-Étienne \| 1 - 0 \| F. C. Nancy \| Stade de Colombes \| \| 46 \| 1962-63 \| A. S. Mónaco F. C. \| 0 - 0; 2 - 0 (Rep.) \| Olympique de Lyon \| Stade de Colombes \| \| 47 \| 1963-64 \| Olympique de Lyon \| 2 - 0 \| F. C. Girondins de Bordeaux \| Stade de Colombes \| \| 48 \| 1964-65 \| Stade Rennais F. C. \| 2 - 2; 3 - 1 (Rep.) \| C. S. Sedan \| Parque de los Príncipes \| \| 49 \| 1965-66 \| Racing Estrasburgo \| 1 - 0 \| F. C. Nantes \| Parque de los Príncipes \| \| 50 \| 1966-67 \| Olympique de Lyon \| 3 - 1 \| F. C. Sochaux-Montbéliard \| Parque de los Príncipes \| \| 51 \| 1967-68 \| A. S. Saint-Étienne \| 2 - 1 \| F. C. Girondins de Bordeaux \| Stade de Colombes \| \| 52 \| 1968-69 \| Olympique de Marsella \| 2 - 0 \| F. C. Girondins de Bordeaux \| Stade de Colombes \| \| 53 \| 1969-70 \| A. S. Saint-Étienne \| 5 - 0 \| F. C. Nantes \| Stade de Colombes \| \| 54 \| 1970-71 \| Stade Rennais F. C. \| 1 - 0 \| Olympique de Lyon \| Stade de Colombes \| \| 55 \| 1971-72 \| Olympique de Marsella \| 2 - 1 \| S. C. Bastia \| Parque de los Príncipes \| \| 56 \| 1972-73 \| Olympique de Lyon \| 2 - 1 \| F. C. Nantes \| Parque de los Príncipes \| \| 57 \| 1973-74 \| A. S. Saint-Étienne \| 2 - 1 \| A. S. Mónaco F. C. \| Parque de los Príncipes \| \| 58 \| 1974-75 \| A. S. Saint-Étienne \| 2 - 0 \| Racing Lens \| Parque de los Príncipes \| \| 59 \| 1975-76 \| Olympique de Marsella \| 2 - 0 \| Olympique de Lyon \| Parque de los Príncipes \| \| 60 \| 1976-77 \| A. S. Saint-Étienne \| 2 - 1 \| Stade de Reims \| Parque de los Príncipes \| \| 61 \| 1977-78 \| A. S. Nancy \| 1 - 0 \| O. G. C. Niza \| Parque de los Príncipes \| \| 62 \| 1978-79 \| F. C. Nantes \| 4 - 1 \| A. J. Auxerre \| Parque de los Príncipes \| \| 63 \| 1979-80 \| A. S. Mónaco F. C. \| 3 - 1 \| US Orléans \| Parque de los Príncipes \| \| 64 \| 1980-81 \| S. C. Bastia \| 2 - 1 \| A. S. Saint-Étienne \| Parque de los Príncipes \| \| 65 \| 1981-82 \| París Saint-Germain F. C. \| 2 - 2 (6-5 pen.) \| A. S. Saint-Étienne \| Parque de los Príncipes \| \| 66 \| 1982-83 \| París Saint-Germain F. C. \| 3 - 2 \| F. C. Nantes \| Parque de los Príncipes \| \| 67 \| 1983-84 \| F. C. Metz \| 2 - 0 \| A. S. Mónaco F. C. \| Parque de los Príncipes \| \| 68 \| 1984-85 \| A. S. Mónaco F. C. \| 1 - 0 \| París Saint-Germain F. C. \| Parque de los Príncipes \| \| 69 \| 1985-86 \| F. C. Girondins de Bordeaux \| 2 - 1 \| Olympique de Marsella \| Parque de los Príncipes \| \| 70 \| 1986-87 \| F. C. Girondins de Bordeaux \| 2 - 0 \| Olympique de Marsella \| Parque de los Príncipes \| \| 71 \| 1987-88 \| F. C. Metz \| 1 - 1 (5-4 pen.) \| F. C. Sochaux-Montbéliard \| Parque de los Príncipes \| \| 72 \| 1988-89 \| Olympique de Marsella \| 4 - 3 \| A. S. Mónaco F. C. \| Parque de los Príncipes \| \| 73 \| 1989-90 \| Montpellier Hérault S. C. \| 2 - 1 \| Racing París \| Parque de los Príncipes \| \| 74 \| 1990-91 \| A. S. Mónaco F. C. \| 1 - 0 \| Olympique de Marsella \| Parque de los Príncipes \| \| 75 \| 1991-92 \| Edición anulada a causa del Drama de Furiani \| Edición anulada a causa del Drama de Furiani \| Edición anulada a causa del Drama de Furiani \| Edición anulada a causa del Drama de Furiani \| \| 76 \| 1992-93 \| París Saint-Germain F. C. \| 3 - 0 \| F. C. Nantes \| Parque de los Príncipes \| \| 77 \| 1993-94 \| A. J. Auxerre \| 3 - 0 \| Montpellier Hérault S. C. \| Parque de los Príncipes \| \| 78 \| 1994-95 \| París Saint-Germain F. C. \| 1 - 0 \| R. C. Estrasburgo \| Parque de los Príncipes \| \| 79 \| 1995-96 \| A. J. Auxerre \| 2 - 1 \| Nîmes Olympique \| Parque de los Príncipes \| \| 80 \| 1996-97 \| O. G. C. Niza \| 1 - 1 (4-3 pen.) \| E. A. Guingamp \| Parque de los Príncipes \| \| 81 \| 1997-98 \| París Saint-Germain F. C. \| 2 - 1 \| Racing Lens \| Stade de France \| \| 82 \| 1998-99 \| F. C. Nantes \| 1 - 0 \| C. S. Sedan \| Stade de France \| \| 83 \| 1999-00 \| F. C. Nantes \| 2 - 1 \| Calais RUFC \| Stade de France \| \| 84 \| 2000-01 \| Racing Estrasburgo \| 0 - 0 (5-4 pen.) \| Amiens S. C. \| Stade de France \| \| 85 \| 2001-02 \| F. C. Lorient \| 1 - 0 \| S. C. Bastia \| Stade de France \| \| 86 \| 2002-03 \| A. J. Auxerre \| 2 - 1 \| París Saint-Germain F. C. \| Stade de France \| \| 87 \| 2003-04 \| París Saint-Germain F. C. \| 1 - 0 \| Berrichon Châteauroux \| Stade de France \| \| 88 \| 2004-05 \| A. J. Auxerre \| 2 - 1 \| C. S. Sedan \| Stade de France \| \| 89 \| 2005-06 \| París Saint-Germain F. C. \| 2 - 1 \| Olympique de Marsella \| Stade de France \| \| 90 \| 2006-07 \| F. C. Sochaux-Montbéliard \| 2 - 2 (5-4 pen.) \| Olympique de Marsella \| Stade de France \| \| 91 \| 2007-08 \| Olympique de Lyon \| 1 - 0 \| París Saint-Germain F. C. \| Stade de France \| \| 92 \| 2008-09 \| E. A. Guingamp \| 2 - 1 \| Stade Rennais F. C. \| Stade de France \| \| 93 \| 2009-10 \| París Saint-Germain F. C. \| 1 - 0 \| A. S. Mónaco F. C. \| Stade de France \| \| 94 \| 2010-11 \| Lille O. S. C. \| 1 - 0 \| París Saint-Germain F. C. \| Stade de France \| \| 95 \| 2011-12 \| Olympique de Lyon \| 1 - 0 \| U. S. Quevilly \| Stade de France \| \| 96 \| 2012-13 \| F. C. Girondins de Bordeaux \| 3 - 2 \| Évian F. C. \| Stade de France \| \| 97 \| 2013-14 \| E. A. Guingamp \| 2 - 0 \| Stade Rennais F. C. \| Stade de France \| \| 98 \| 2014-15 \| París Saint-Germain F. C. \| 1 - 0 \| A. J. Auxerre \| Stade de France \| \| 99 \| 2015-16 \| París Saint-Germain F. C. \| 4 - 2 \| Olympique de Marsella \| Stade de France \| \| 100 \| 2016-17 \| París Saint-Germain F. C. \| 1 - 0 \| Angers S. C. O. \| Stade de France \| \| 101 \| 2017-18 \| París Saint-Germain F. C. \| 2 - 0 \| Herbiers V. F. \| Stade de France \| \| 102 \| 2018-19 \| Stade Rennais F. C. \| 2 - 2 (6-5 pen.) \| París Saint-Germain F. C. \| Stade de France \| \| 103 \| 2019-20 \| París Saint-Germain F. C. \| 1 - 0 \| A. S. Saint-Étienne \| Stade de France \| \| 104 \| 2020-21 \| París Saint-Germain F. C. \| 2 - 0 \| A. S. Mónaco F. C. \| Stade de France \| \| 105 \| 2021-22 \| F. C. Nantes \| 1 - 0 \| O. G. C. Niza \| Stade de France \| \| 106 \| 2022-23 \| Toulouse F. C. \| 5 - 1 \| F. C. Nantes \| Stade de France \| \| 107 \| 2023-24 \| París Saint Germain F. C. \| 2 - 1 \| Olympique de Lyon \| Estadio Pierre-Mauroy \| \| 108 \| 2024-25 \| París Saint Germain F. C. \| 3 - 0 \| Stade de Reims \| Stade de France \| |           |                                              |                                              |                                              |                                              |
| Nº | Temporada | Campeón                                      | Resultado                                    | Subcampeón                                   | Sede de la final                             |
| 1 | 1917-18   | Olympique de Paris                           | 3 - 0                                        | Football Club de Lyon                        | Stade de la rue Olivier-de-Serres            |
| 2 | 1918-19   | CASG París                                   | 3 - 2                                        | Olympique                                    | Parque de los Príncipes                      |
| 3 | 1919-20   | Cercle Athlétique                            | 2 - 1                                        | Havre Athletic                               | Stade Bergeyre                               |
| 4 | 1920-21   | Red Star F. C.                               | 2 - 1                                        | Olympique                                    | Stade Pershing                               |
| 5 | 1921-22   | Red Star F. C.                               | 2 - 0                                        | Stade Rennais F. C.                          | Stade Pershing                               |
| 6 | 1922-23   | Red Star F. C.                               | 4 - 2                                        | F. C. Sète                                   | Stade Pershing                               |
| 7 | 1923-24   | Olympique de Marsella                        | 3 - 2                                        | F. C. Sète                                   | Stade Pershing                               |
| 8 | 1924-25   | CASG París                                   | 1 - 1; 3 - 2 (Rep.)                          | F. C. Rouen                                  | Stade de Colombes                            |
| 9 | 1925-26   | Olympique de Marsella                        | 4 - 1                                        | A. S. Valentigney                            | Stade de Colombes                            |
| 10 | 1926-27   | Olympique de Marsella                        | 3 - 0                                        | U. S. Quevilly                               | Stade de Colombes                            |
| 11 | 1927-28   | Red Star F. C.                               | 3 - 1                                        | C. A. Paris                                  | Stade de Colombes                            |
| 12 | 1928-29   | Montpellier Hérault S. C.                    | 2 - 0                                        | F. C. Sète                                   | Stade de Colombes                            |
| 13 | 1929-30   | F. C. Sète                                   | 3 - 1                                        | Racing París                                 | Stade de Colombes                            |
| 14 | 1930-31   | Club Francais Paris                          | 3 - 0                                        | Montpellier Hérault S. C.                    | Stade de Colombes                            |
| 15 | 1931-32   | A. S. Cannes                                 | 1 - 0                                        | R. C. Roubaix                                | Stade de Colombes                            |
| 16 | 1932-33   | Excelsior Roubaix                            | 3 - 1                                        | R. C. Roubaix                                | Stade de Colombes                            |
| 17 | 1933-34   | F. C. Sète                                   | 2 - 1                                        | Olympique de Marsella                        | Stade de Colombes                            |
| 18 | 1934-35   | Olympique de Marsella                        | 3 - 0                                        | Stade Rennais F. C.                          | Stade de Colombes                            |
| 19 | 1935-36   | Racing París                                 | 1 - 0                                        | Olympique FC Charleville                     | Stade de Colombes                            |
| 20 | 1936-37   | F. C. Sochaux-Montbéliard                    | 2 - 1                                        | R. C. Estrasburgo                            | Stade de Colombes                            |
| 21 | 1937-38   | Olympique de Marsella                        | 2 - 1                                        | F. C. Metz                                   | Parque de los Príncipes                      |
| 22 | 1938-39   | Racing París                                 | 3 - 1                                        | Olympique Lillois                            | Stade de Colombes                            |
| 23 | 1939-40   | Racing París                                 | 2 - 1                                        | Olympique de Marsella                        | Parque de los Príncipes                      |
| 24 | 1940-41   | F. C. Girondins de Bordeaux                  | 2 - 0                                        | S. C. Fivois                                 | Stade de Saint-Ouen                          |
| 25 | 1941-42   | Red Star F. C.                               | 2 - 0                                        | F. C. Sète                                   | Stade de Colombes                            |
| 26 | 1942-43   | Olympique de Marsella                        | 2 - 2; 4 - 0 (Rep.)                          | F. C. Girondins de Bordeaux                  | Stade de Colombes                            |
| 27 | 1943-44   | A. S. Nancy                                  | 4 - 0                                        | EF Reims-Champagne                           | Parque de los Príncipes                      |
| 28 | 1944-45   | Racing París                                 | 3 - 0                                        | Lille O. S. C.                               | Stade de Colombes                            |
| 29 | 1945-46   | Lille O. S. C.                               | 4 - 2                                        | Red Star F. C.                               | Stade de Colombes                            |
| 30 | 1946-47   | Lille O. S. C.                               | 2 - 0                                        | R. C. Etrasburgo                             | Stade de Colombes                            |
| 31 | 1947-48   | Lille O. S. C.                               | 3 - 2                                        | Racing Lens                                  | Stade de Colombes                            |
| 32 | 1948-49   | Racing París                                 | 5 - 2                                        | Lille O. S. C.                               | Stade de Colombes                            |
| 33 | 1949-50   | Stade de Reims                               | 2 - 0                                        | Racing París                                 | Stade de Colombes                            |
| 34 | 1950-51   | R. C. Estrasburgo                            | 3 - 0                                        | Valenciennes F. C.                           | Stade de Colombes                            |
| 35 | 1951-52   | O. G. C. Niza                                | 5 - 3                                        | F. C. Girondins de Bordeaux                  | Stade de Colombes                            |
| 36 | 1952-53   | Lille O. S. C.                               | 2 - 1                                        | F. C. Nancy                                  | Stade de Colombes                            |
| 37 | 1953-54   | O. G. C. Niza                                | 2 - 1                                        | Olympique de Marsella                        | Stade de Colombes                            |
| 38 | 1954-55   | Lille O. S. C.                               | 5 - 2                                        | F. C. Girondins de Bordeaux                  | Stade de Colombes                            |
| 39 | 1955-56   | C. S. Sedan                                  | 3 - 1                                        | E. S. Troyes                                 | Stade de Colombes                            |
| 40 | 1956-57   | Toulouse F. C.                               | 6 - 3                                        | Angers S. C. O.                              | Stade de Colombes                            |
| 41 | 1957-58   | Stade de Reims                               | 3 - 1                                        | Nîmes Olympique                              | Stade de Colombes                            |
| 42 | 1958-59   | Havre Athletic                               | 2 - 2; 3 - 0 (Rep.)                          | F. C. Sochaux-Montbéliard                    | Stade de Colombes                            |
| 43 | 1959-60   | A. S. Mónaco F. C.                           | 4 - 2                                        | A. S. Saint-Étienne                          | Stade de Colombes                            |
| 44 | 1960-61   | C. S. Sedan                                  | 3 - 1                                        | Nîmes Olympique                              | Stade de Colombes                            |
| 45 | 1961-62   | A. S. Saint-Étienne                          | 1 - 0                                        | F. C. Nancy                                  | Stade de Colombes                            |
| 46 | 1962-63   | A. S. Mónaco F. C.                           | 0 - 0; 2 - 0 (Rep.)                          | Olympique de Lyon                            | Stade de Colombes                            |
| 47 | 1963-64   | Olympique de Lyon                            | 2 - 0                                        | F. C. Girondins de Bordeaux                  | Stade de Colombes                            |
| 48 | 1964-65   | Stade Rennais F. C.                          | 2 - 2; 3 - 1 (Rep.)                          | C. S. Sedan                                  | Parque de los Príncipes                      |
| 49 | 1965-66   | Racing Estrasburgo                           | 1 - 0                                        | F. C. Nantes                                 | Parque de los Príncipes                      |
| 50 | 1966-67   | Olympique de Lyon                            | 3 - 1                                        | F. C. Sochaux-Montbéliard                    | Parque de los Príncipes                      |
| 51 | 1967-68   | A. S. Saint-Étienne                          | 2 - 1                                        | F. C. Girondins de Bordeaux                  | Stade de Colombes                            |
| 52 | 1968-69   | Olympique de Marsella                        | 2 - 0                                        | F. C. Girondins de Bordeaux                  | Stade de Colombes                            |
| 53 | 1969-70   | A. S. Saint-Étienne                          | 5 - 0                                        | F. C. Nantes                                 | Stade de Colombes                            |
| 54 | 1970-71   | Stade Rennais F. C.                          | 1 - 0                                        | Olympique de Lyon                            | Stade de Colombes                            |
| 55 | 1971-72   | Olympique de Marsella                        | 2 - 1                                        | S. C. Bastia                                 | Parque de los Príncipes                      |
| 56 | 1972-73   | Olympique de Lyon                            | 2 - 1                                        | F. C. Nantes                                 | Parque de los Príncipes                      |
| 57 | 1973-74   | A. S. Saint-Étienne                          | 2 - 1                                        | A. S. Mónaco F. C.                           | Parque de los Príncipes                      |
| 58 | 1974-75   | A. S. Saint-Étienne                          | 2 - 0                                        | Racing Lens                                  | Parque de los Príncipes                      |
| 59 | 1975-76   | Olympique de Marsella                        | 2 - 0                                        | Olympique de Lyon                            | Parque de los Príncipes                      |
| 60 | 1976-77   | A. S. Saint-Étienne                          | 2 - 1                                        | Stade de Reims                               | Parque de los Príncipes                      |
| 61 | 1977-78   | A. S. Nancy                                  | 1 - 0                                        | O. G. C. Niza                                | Parque de los Príncipes                      |
| 62 | 1978-79   | F. C. Nantes                                 | 4 - 1                                        | A. J. Auxerre                                | Parque de los Príncipes                      |
| 63 | 1979-80   | A. S. Mónaco F. C.                           | 3 - 1                                        | US Orléans                                   | Parque de los Príncipes                      |
| 64 | 1980-81   | S. C. Bastia                                 | 2 - 1                                        | A. S. Saint-Étienne                          | Parque de los Príncipes                      |
| 65 | 1981-82   | París Saint-Germain F. C.                    | 2 - 2 (6-5 pen.)                             | A. S. Saint-Étienne                          | Parque de los Príncipes                      |
| 66 | 1982-83   | París Saint-Germain F. C.                    | 3 - 2                                        | F. C. Nantes                                 | Parque de los Príncipes                      |
| 67 | 1983-84   | F. C. Metz                                   | 2 - 0                                        | A. S. Mónaco F. C.                           | Parque de los Príncipes                      |
| 68 | 1984-85   | A. S. Mónaco F. C.                           | 1 - 0                                        | París Saint-Germain F. C.                    | Parque de los Príncipes                      |
| 69 | 1985-86   | F. C. Girondins de Bordeaux                  | 2 - 1                                        | Olympique de Marsella                        | Parque de los Príncipes                      |
| 70 | 1986-87   | F. C. Girondins de Bordeaux                  | 2 - 0                                        | Olympique de Marsella                        | Parque de los Príncipes                      |
| 71 | 1987-88   | F. C. Metz                                   | 1 - 1 (5-4 pen.)                             | F. C. Sochaux-Montbéliard                    | Parque de los Príncipes                      |
| 72 | 1988-89   | Olympique de Marsella                        | 4 - 3                                        | A. S. Mónaco F. C.                           | Parque de los Príncipes                      |
| 73 | 1989-90   | Montpellier Hérault S. C.                    | 2 - 1                                        | Racing París                                 | Parque de los Príncipes                      |
| 74 | 1990-91   | A. S. Mónaco F. C.                           | 1 - 0                                        | Olympique de Marsella                        | Parque de los Príncipes                      |
| 75 | 1991-92   | Edición anulada a causa del Drama de Furiani | Edición anulada a causa del Drama de Furiani | Edición anulada a causa del Drama de Furiani | Edición anulada a causa del Drama de Furiani |
| 76 | 1992-93   | París Saint-Germain F. C.                    | 3 - 0                                        | F. C. Nantes                                 | Parque de los Príncipes                      |
| 77 | 1993-94   | A. J. Auxerre                                | 3 - 0                                        | Montpellier Hérault S. C.                    | Parque de los Príncipes                      |
| 78 | 1994-95   | París Saint-Germain F. C.                    | 1 - 0                                        | R. C. Estrasburgo                            | Parque de los Príncipes                      |
| 79 | 1995-96   | A. J. Auxerre                                | 2 - 1                                        | Nîmes Olympique                              | Parque de los Príncipes                      |
| 80 | 1996-97   | O. G. C. Niza                                | 1 - 1 (4-3 pen.)                             | E. A. Guingamp                               | Parque de los Príncipes                      |
| 81 | 1997-98   | París Saint-Germain F. C.                    | 2 - 1                                        | Racing Lens                                  | Stade de France                              |
| 82 | 1998-99   | F. C. Nantes                                 | 1 - 0                                        | C. S. Sedan                                  | Stade de France                              |
| 83 | 1999-00   | F. C. Nantes                                 | 2 - 1                                        | Calais RUFC                                  | Stade de France                              |
| 84 | 2000-01   | Racing Estrasburgo                           | 0 - 0 (5-4 pen.)                             | Amiens S. C.                                 | Stade de France                              |
| 85 | 2001-02   | F. C. Lorient                                | 1 - 0                                        | S. C. Bastia                                 | Stade de France                              |
| 86 | 2002-03   | A. J. Auxerre                                | 2 - 1                                        | París Saint-Germain F. C.                    | Stade de France                              |
| 87 | 2003-04   | París Saint-Germain F. C.                    | 1 - 0                                        | Berrichon Châteauroux                        | Stade de France                              |
| 88 | 2004-05   | A. J. Auxerre                                | 2 - 1                                        | C. S. Sedan                                  | Stade de France                              |
| 89 | 2005-06   | París Saint-Germain F. C.                    | 2 - 1                                        | Olympique de Marsella                        | Stade de France                              |
| 90 | 2006-07   | F. C. Sochaux-Montbéliard                    | 2 - 2 (5-4 pen.)                             | Olympique de Marsella                        | Stade de France                              |
| 91 | 2007-08   | Olympique de Lyon                            | 1 - 0                                        | París Saint-Germain F. C.                    | Stade de France                              |
| 92 | 2008-09   | E. A. Guingamp                               | 2 - 1                                        | Stade Rennais F. C.                          | Stade de France                              |
| 93 | 2009-10   | París Saint-Germain F. C.                    | 1 - 0                                        | A. S. Mónaco F. C.                           | Stade de France                              |
| 94 | 2010-11   | Lille O. S. C.                               | 1 - 0                                        | París Saint-Germain F. C.                    | Stade de France                              |
| 95 | 2011-12   | Olympique de Lyon                            | 1 - 0                                        | U. S. Quevilly                               | Stade de France                              |
| 96 | 2012-13   | F. C. Girondins de Bordeaux                  | 3 - 2                                        | Évian F. C.                                  | Stade de France                              |
| 97 | 2013-14   | E. A. Guingamp                               | 2 - 0                                        | Stade Rennais F. C.                          | Stade de France                              |
| 98 | 2014-15   | París Saint-Germain F. C.                    | 1 - 0                                        | A. J. Auxerre                                | Stade de France                              |
| 99 | 2015-16   | París Saint-Germain F. C.                    | 4 - 2                                        | Olympique de Marsella                        | Stade de France                              |
| 100 | 2016-17   | París Saint-Germain F. C.                    | 1 - 0                                        | Angers S. C. O.                              | Stade de France                              |
| 101 | 2017-18   | París Saint-Germain F. C.                    | 2 - 0                                        | Herbiers V. F.                               | Stade de France                              |
| 102 | 2018-19   | Stade Rennais F. C.                          | 2 - 2 (6-5 pen.)                             | París Saint-Germain F. C.                    | Stade de France                              |
| 103 | 2019-20   | París Saint-Germain F. C.                    | 1 - 0                                        | A. S. Saint-Étienne                          | Stade de France                              |
| 104 | 2020-21   | París Saint-Germain F. C.                    | 2 - 0                                        | A. S. Mónaco F. C.                           | Stade de France                              |
| 105 | 2021-22   | F. C. Nantes                                 | 1 - 0                                        | O. G. C. Niza                                | Stade de France                              |
| 106 | 2022-23   | Toulouse F. C.                               | 5 - 1                                        | F. C. Nantes                                 | Stade de France                              |
| 107 | 2023-24   | París Saint Germain F. C.                    | 2 - 1                                        | Olympique de Lyon                            | Estadio Pierre-Mauroy                        |
| 108 | 2024-25   | París Saint Germain F. C.                    | 3 - 0                                        | Stade de Reims                               | Stade de France                              |

## Palmarés
Para un mejor detalle véase Historial de la Copa de Francia
En la siguiente tabla se muestran todos los clubes que han disputado alguna vez una final de Copa. Aparecen ordenados por número de títulos conquistados. A igual n.º de títulos por n.º de subcampeonatos y si persiste la igualdad, por antigüedad de su primer título o participación.
| Equipo | Títulos | Último campeonato | Subcampeonatos | Último subcampeonato |
| --- | ------- | ----------------- | -------------- | -------------------- |
| París Saint-Germain F. C. | 16      | 2024-25           | 5              | 2018-19              |
| Olympique de Marsella | 10      | 1988-89           | 9              | 2015-16              |
| A. S. Saint-Étienne | 6       | 1976-77           | 4              | 2019-20              |
| Lille O. S. C. | 6       | 2010-11           | 2              | 1948-49              |
| A. S. Mónaco F. C. | 5       | 1990-91           | 5              | 2020-21              |
| Olympique de Lyon | 5       | 2011-12           | 4              | 2023-24              |
| Racing París | 5       | 1948-49           | 3              | 1989-90              |
| Red Star F. C. | 5       | 1941-42           | 1              | 1945-46              |
| F. C. Girondins de Bordeaux | 4       | 2012-13           | 6              | 1968-69              |
| A. J. Auxerre | 4       | 2004-05           | 2              | 2014-15              |
| F. C. Nantes | 4       | 2021-22           | 6              | 2022-23              |
| Stade Rennais F. C. | 3       | 2018-19           | 4              | 2013-14              |
| Racing Estrasburgo | 3       | 2000-01           | 3              | 1994-95              |
| O. G. C. Niza | 3       | 1996-97           | 2              | 2021-22              |
| F. C. Sète | 2       | 1933-34           | 4              | 1941-42              |
| C. S. Sedan Ardennes | 2       | 1960-61           | 3              | 2004-05              |
| F. C. Sochaux-Montbéliard | 2       | 2006-07           | 3              | 1987-88              |
| Montpellier Hérault S. C. | 2       | 1989-90           | 2              | 1993-94              |
| Stade de Reims | 2       | 1957-58           | 2              | 2024-25              |
| F. C. Metz | 2       | 1987-88           | 1              | 1937-38              |
| E. A. Guingamp | 2       | 2013-14           | 1              | 1996-97              |
| CASG Paris | 2       | 1924-25           | -              |                      |
| Toulouse F. C. | 2       | 2022-23           | -              |                      |
| Olympique de París | 1       | 1917-18           | 2              | 1920-21              |
| S. C. Bastia | 1       | 1980-81           | 2              | 2001-02              |
| Cercle Athlétique Paris | 1       | 1919-20           | 1              | 1927-28              |
| Le Havre A. C. | 1       | 1958-59           | 1              | 1919-20              |
| Club Français | 1       | 1930-31           | -              |                      |
| A. S. Cannes | 1       | 1931-32           | -              |                      |
| Excelsior Roubaix | 1       | 1932-33           | -              |                      |
| Équipe Fédérale Nancy-Lorraine | 1       | 1943-44           | -              |                      |
| A. S. Nancy | 1       | 1977-78           | -              |                      |
| F. C. Lorient | 1       | 2001-02           | -              |                      |
| Racing Lens | -       |                   | 3              | 1997-98              |
| Nîmes Olympique | -       |                   | 3              | 1995-96              |
| R. C. Roubaix | -       |                   | 2              | 1932-33              |
| U. S. Quevilly | -       |                   | 2              | 2011-12              |
| F. C. Nancy | -       |                   | 2              | 1961-62              |
| Angers S. C. O. | -       |                   | 2              | 2016-17              |
| Clubes con un Subcampeonato: Valentigney, Rouen, Reims-Champagne, Olympique Lillois, SC Fives, Valenciennes FC, ES Troyes, US Orléans, Calais RUFC, Amiens SC, Berrinchon Châteauroux, Évian FC, Herbiers VF. |         |                   |                |                      |

### Campeones consecutivos
Clubes que han ganado la Copa Francia consecutivamente y se han transformado en bicampeones (dos títulos consecutivos) , tricampeones (tres títulos consecutivos) o tetracampeones (cuatro títulos consecutivos).
| Club                  | Tetracampeonatos        | Tricampeonatos     | Bicampeonatos              |
| --------------------- | ----------------------- | ------------------ | -------------------------- |
| París Saint-Germain   | 1 (2015-2016-2017-2018) | 0                  | 2 (1982-1983), (2020-2021) |
| Lille OSC             | 0                       | 1 (1946-1947-1948) | 0                          |
| Red Star FC           | 0                       | 1 (1921-1922-1923) | 0                          |
| FC Nantes             | 0                       | 0                  | 1 (1999-2000)              |
| Girondins de Bordeaux | 0                       | 0                  | 1 (1986-1987)              |
| AS Saint-Étienne      | 0                       | 0                  | 1 (1974-1975)              |
| Racing París          | 0                       | 0                  | 1 (1939-1940)              |
| Olympique de Marsella | 0                       | 0                  | 1 (1926-1927)              |

## Estadísticas
Más títulos ganados por un jugador: 7 veces
- Marquinhos (2015, 2016, 2017, 2018, 2020, 2021, 2024)

Más títulos ganados por un entrenador (desde 1946): 4 veces
- André Cheuva (1947, 1948, 1953 y 1955 con Lille)
- Guy Roux (1994, 1996, 2003 y 2005 con Auxerre)

Clubes que han logrado el doblete, Campeonato / Copa de Francia: 12 clubes
- 5 veces: París Saint-Germain (2015, 2016, 2018, 2020 y 2024)
- 4 veces: Saint-Étienne (1968, 1970, 1974 y 1975)
- 2 veces: Olympique de Marsella (1972 y 1989) y Lille (1946 y 2011)
- 1 vez: FC Sète (1934), Racing Club France (1936), O. G. C. Niza (1952), Stade de Reims (1958), AS Mónaco (1963), Girondins de Bordeaux (1987), AJ Auxerre (1996) y Olympique de Lyon (2008)

Más goles marcados en un partido: 32 goles
- Racing Lens 32-0 Auby-Asturias - Octavos de final (1942)

Jugador con más goles convertidos en un partido:
- Stefan Dembicki con 16 goles (Racing Lens 32–0 Auby-Asturias) en 1942.

Más finales jugadas: 19 finales
- Olympique de Marsella (1924, 1926, 1927, 1934, 1935, 1938, 1940, 1943, 1954, 1969, 1972, 1976, 1986, 1987, 1989, 1991, 2006, 2007 y 2016)

Más finales perdidas: 9 finales
- Olympique de Marsella  (1934, 1940, 1954, 1986, 1987, 1991, 2006, 2007 y 2016)

Final jugada más repetida: 4 veces
- Girondins de Bordeaux vs Olympique de Marsella (1943, 1969, 1986 y 1987)

Ganador relegado a Ligue 2 la misma temporada: 4 clubes
- Saint-Étienne (1962)
- O. G. C. Niza (1997)
- Racing Estrasburgo (2001)
- FC Lorient (2002)

Clubes que han logrado el doblete de Copa Francia y Copa juvenil (Coupe Gambardella): 3 clubes
- AS Saint-Étienne (1970)
- FC Sochaux-Montbéliard (2007)
- Girondins de Bordeaux (2013)

Clubes que consiguieron el doblete de la Copa de Francia y la desaparecida Copa de la Liga de Francia: 1 club
- 7 veces: Paris Saint-Germain (1995, 1998, 2015, 2016, 2017, 2018 y 2020)

Clubes que han logrado el triplete de copas y el campeonato (Copa de Francia, Ligue 1, Copa de la Liga y Supercopa de Francia): 1 club
- 4 veces: París Saint-Germain (2015, 2016, 2018, 2020)